# Rivière Attawapiskat
La rivière Attawapiskat est un cours d'eau du district de Kenora au nord de l'Ontario, Canada. Il prend sa source dans le lac Attawapiskat et se jette dans la baie James. 
Le nom viendrait du mot algonquin atawabiskat, qui signifie « fond rocheux », en raison de son lit de calcaire qui fut jadis le fond d'une ancienne mer.
En langue cri des marécages (en), le terme chat-a-wa-pis-shkag pour les formations de calcaire particulières à la région, donne donc son nom au lac et au fleuve.

## Économie
La mine de diamant Victor (en) de De Beers.

## Tributaires
- Rivière Missisa (droite)
- Rivière Muketei (gauche)
- Rivière Streatfeild (droite)
- North Channel (gauche)
- Lac Attawapiskat (source)
  - Rivière Otoskwin
  - Rivière Marten-Drinking
  - Rivière Pineimuta